# گودریچ (دژ)

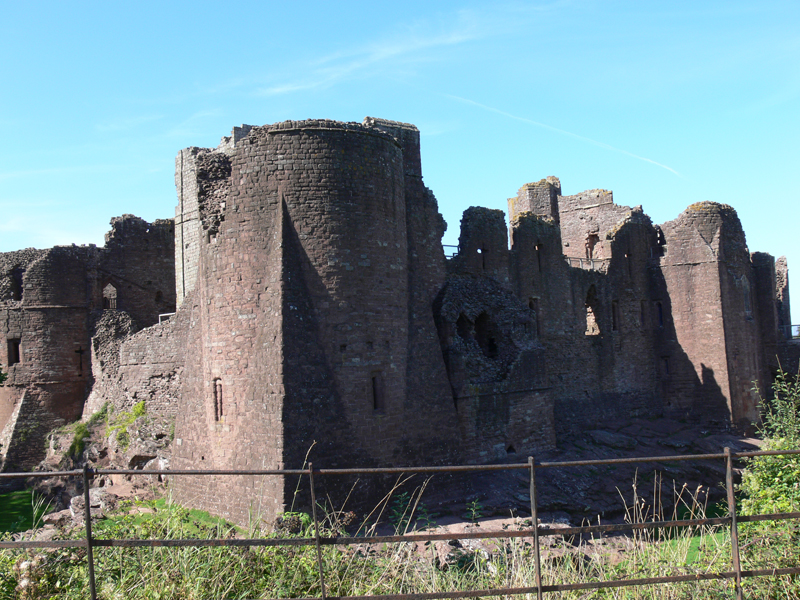
گودریچ

گودریچ (انگلیسی: Goodrich Castle) قلعه‌ای ویران در انگلستان است.